# Даркле, Хариклея
Хариклея Даркле (рум. Hariclea Haricli, псевд. фр. Darclée, 10 июня 1860, Брэила, Румыния — 12 января 1939, Бухарест, Румыния) — румынская оперная певица, сопрано. В период её карьеры, продолжавшейся 30 лет, считалась одной из самых известных в мире певиц.
Даркле обладала гибким, мощным и красивым голосом и филигранной техникой, а также была чрезвычайно красива. Её репертуар был весьма широк и включал как партии колоратурного сопрано, так и вердиевские роли, Даркле широко известна и как исполнительница веристского репертуара. Пуччини считал её гениальной актрисой и «самой красивой и изысканной Манон». Enciclopedia dello Spettacolo, считающаяся самой полной энциклопедией международного исполнительского искусства, назвала Даркле «величайшей певицей мира за 25 лет». Хариклею Даркле считали оперной Сарой Бернар.
За свою карьеру Даркле участвовала в ряде мировых оперных премьер, в том числе была первой исполнительницей заглавных партий в операх «Тоска» Пуччини, «Ирис» Масканьи и «Валли» Каталани.

## Биография
Хариклея родилась в городе Брэила в семье с греческими корнями. Её отец, Ион Харикли, был домовладельцем. Мать, урождённая Аслан, происходила из благородной греческой семьи. Хариклея начала учиться музыке в консерватории в Яссах и впервые выступила на профессиональной сцене в концерте в 1881 году в Брэиле. Продолжила обучение в Париже у Фора. Хариклея вышла замуж за офицера Иоргу Хартулари.
Сценический псевдоним «Даркле» Хариклея взяла для дебюта 1888 года в Парижской опере в роли Маргариты («Фауст» Гуно). Заменив Аделину Патти, в 1889 году с большим успехом спела Джульетту («Ромео и Джульетта» Гуно).
Хариклея Даркле впервые вышла на сцену Ла Скала в 1890 году в роли Химены в опере Массне «Сид». Выступление было триумфальным, и Даркле сразу получила множество приглашений от всех ведущих итальянских оперных театров. Её карьера в Италии ознаменовалась чередой ведущих ролей и мировых премьер. . В период с 1893 по 1910 год Даркле много выступала на оперных сценах всего мира, неоднократно появлялась в Москве, Санкт-Петербурге, Лиссабоне, Барселоне, Мадриде, Буэнос-Айресе. Даркле была весьма популярна в Испании и Южной Америке, принимала участие во многих местных премьерах опер Пуччини, Масканьи и Массне.
Последнее выступление певицы состоялось в миланском Театре Лирико в 1918, в роли Джульетты.
Сын Хариклеи Даркле Ион Хартулари Даркле (1886—1969) был композитором, известным, в частности, как автор оперетт. Хариклея и её сын похоронены на кладбище Беллу в Бухаресте.

## Репертуар
В репертуаре Хариклеи Даркле было 58 ролей из 56 опер разных жанров, в послужном списке певицы 16 больших премьер и 12 мировых премьер. Некоторые партии в операх композиторов-современников написаны специально для её голоса.
С участием Даркле состоялись мировые премьеры опер: «Кондор» (Condor) Гомеса (1890, Ла скала), «Валли» Каталани (1892, Ла Скала), «Христофор Колумб» Франкетти (1892, Генуя), «Братья Ранцау» Масканьи (1892, Флоренция), «Тоска» (1890, Рим), «Клятва» (Il Voto) Валлини (1894, Рим), «Эми Робсарт» де Лара (1897, Монте-Карло), «Эро и Леандро» Манчинелли (1897, Мадрид), «Ирис» (1898, Рим), «Энох Арден» Катарджиу (1904, Бухарест), «Моя Эйдельберга» Паккиеротти и «Аврора» Паниццы (обе — 1909, Буэнос-Айрес).
Даркле пела итальянские премьеры опер «Тангейзер» Вагнера (1891, Ла Скала) и «Кавалер розы» Штрауса (1911, Рим). Впервые представила «Тангейзера» в Южной Америке (1897, Буэнос-Айрес). С её участием в Румынии впервые исполнили «Паяцев» Леонкавалло (1903, Бухарест), а во Франции — «Жизнь за царя» Глинки (1890, Ницца).
Среди ролей классического репертуара — Джильда («Риголетто»), Виолетта («Травиата»), Дездемона («Отелло»), Амелия («Бал-маскарад»), «Аида» и «Кармен», героини в операх Доницетти «Дон Паскуале», «Любовный напиток», «Лукреция Борджиа», «Линда ди Шамуни», «Мария ди Роган», Рахиль в «Иудейке», Церлина «(Дон Жуан»), Матильда («Вильгельм Телль»).
Романтические и веристские оперы представлены партиями Офелии («Гамлет» Тома), Валентины («Гугеноты»), Мими («Богема»), Сантуцца («Сельская честь»), Манон («Манон» и «Манон Леско»), Луиза («Немая из Портичи» Обера), Таис («Таис»), Тамара («Демон») и другие.

## Память
- Жизни певицы посвящён фильм «Даркле[рум.]» (1961, реж. Михай Якоб[рум.], Румыния), в главной роли — Сильвия Попович.
- В 1995 году был основан престижный Международный вокальный конкурс Хариклеи Даркле[6]. Конкурс проводится под патронажем ЮНЕСКО каждые два года в Брэиле.